# Киевка (Ставропольский край)
Ки́евка — село в Апанасенковском муниципальном округе Ставропольского края России.

## Этимология
Название села связано с Киевской губернией, откуда переселились его основатели.

## География
Расположено на реке Дунда на открытом месте в балке Дунде.
Расстояние до краевого центра: 136 км.
Расстояние до районного центра: 38 км.
Площадь сельсовета — 22,62 км².

## История

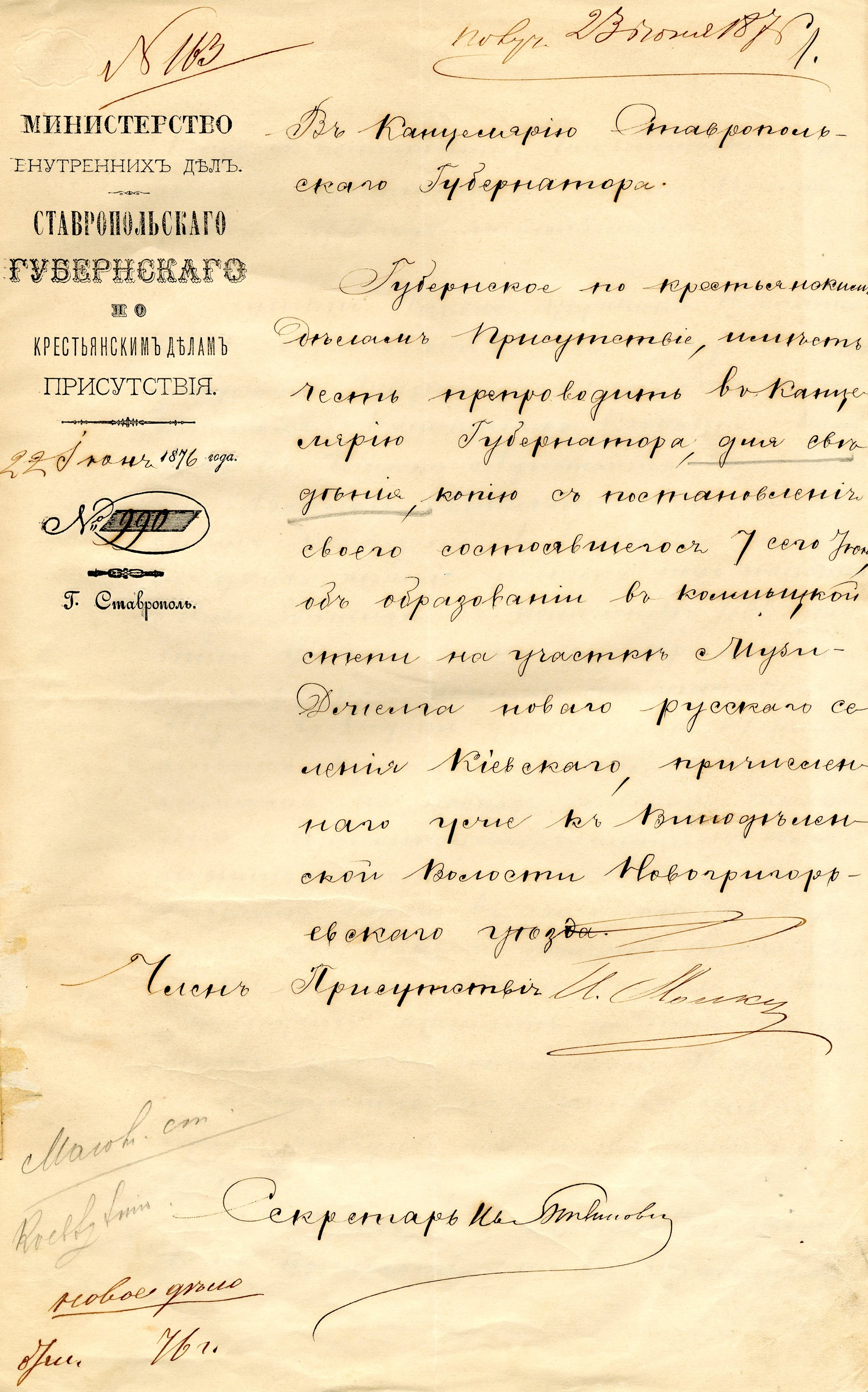
Письмо от 22.06.1876 № 199 (ГАСК. Ф. 101, оп. 1, д. 5281, л. 1)

Населённый пункт основан 7 (19) июня 1876 года на участке калмыцких земель Музи-Джелга (Музи-Джалга, Музы-Джелга) Большедербетовского улуса крестьянами-переселенцами из Киевской губернии в количестве 54 семей.

Губернское по крестьянским делам Присутствие, имеет честь препроводить в Канцелярию Губернатора, для сведения, копию с постановления своего состоявшегося 7 сего Июля об образовании в калмыцкой степи на участке Музи-Джелга новаго русскаго селения Киевского, причисленнаго уже к Виноделенской Волости Новогригорьевскаго уезда.— Из письма в Канцелярию ставропольского губернатора от 22 июня 1876 года
При основании села был построен и освящён православный храм во имя Святого Великомученника Димитрия Солунского (разрушен в 1930-х годах):209. При храме с 1915 г. действовал кружок ревнителей православия во главе со священником Петром Федоровским.
В 1886 году открыта школа грамоты.
В марте 1923 года в селе организована первая сельхозартель «Красный хутор»:209.

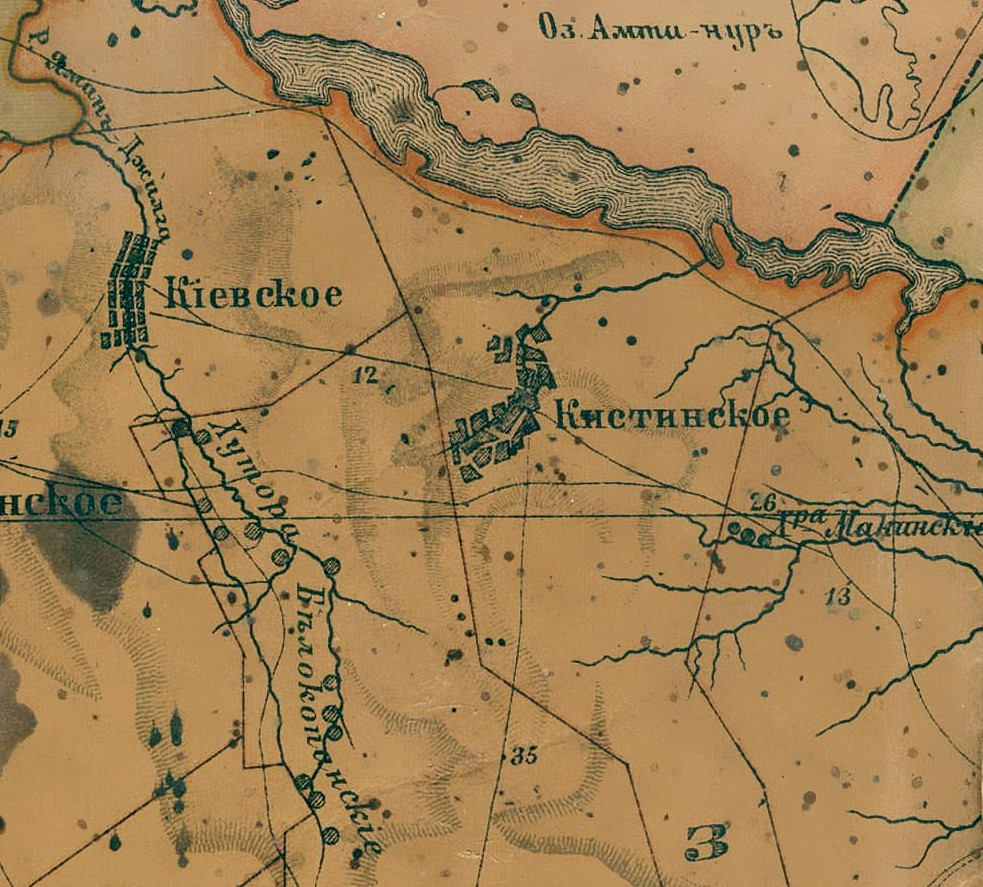
Сёла Киевское и Кистинское на карте Ставропольской губернии 1896 года

В 1924 образован Киевский сельсовет с центром в селе Киевка. 17 апреля 1924 года Киевский сельсовет был передан из Виноделинского района в Апанасенковский (фактическая передача произошла 1 июля).
Решением Президиума Северо-Кавказского крайисполкома от 4 декабря 1930 года население села Киевского было переселено, сельсовет упразднён. Территория села вошла в организованную на территории упразднённого в том же году Дивенского района спецзону для расселения высланных кулаков и контрреволюционных элементов.
В 30-х годах XX века сюда стали выселять раскулаченных и спецпоселенцев с Кубани, Дона и Ставрополья. Ими были созданы четыре сельхозартели: «Волна революции», «Красноармеец», «Сталинский путь» и имени Чкалова. После Великой Отечественной войны, в которой участвовало всё мужское население Киевки, произошло объединение всех сельхозартелей в один колхоз. Зона рискованного земледелия, засушливый климат не позволяли вести здесь узкоспециализированное производство, поэтому кроме зерна, шерсти, племенного молодняка овец и баранины, колхоз производил молоко, свинину, овощи, бахчевые, семена многолетних и однолетних трав, корма для животноводства.

В 1930 г., когда началась коллективизация, жители Киевки были переселены в другие населённые пункты. (…) Власть в селе осуществляла комендатура. В конце 30-х годов спецпереселенцы были восстановлены в правах, избран сельский Совет, организован колхоз.— История городов и сёл Ставрополья:210
18 января 1943 село освобождено от немецко-фашистских захватчиков.
В 1955 году на базе лучшей части тонкорунных овец здесь была создана племенная ферма. В последующие же годы для улучшения породы использовались высокопродуктивные бараны из госплемзавода «Советское руно» Ипатовского района и с начала 1970-х годов — австралийские мериносные бараны. В 1972 году колхоз был переведён в разряд племенных заводов по разведению овец ставропольской породы и ежегодно продавал от трёх до пяти тысяч племенных животных в различные регионы нашей страны и за рубеж.
На 1 марта 1966 года село являлось центром Киевского сельсовета Апанасенковского района Ставропольского края:8.
До 16 марта 2020 года село образовывало упразднённое сельское поселение село Киевка.

## Население
| 1897  | 1903  | 1908  | 1925  | 1926  | 1989  | 2002  | 2010  | 2011  |
| ----- | ----- | ----- | ----- | ----- | ----- | ----- | ----- | ----- |
| 5012  | ↗6406 | ↗6641 | ↘4436 | ↗4817 | ↘2262 | ↗2267 | ↘1986 | ↘1979 |
| 2012  | 2013  | 2014  | 2015  | 2016  | 2017  | 2018  | 2019  | 2020  |
| ↘1948 | ↘1919 | ↘1865 | ↘1812 | ↘1806 | ↘1798 | ↘1783 | ↘1774 | ↘1729 |
| 2021  |       |       |       |       |       |       |       |       |
| ↗1750 |       |       |       |       |       |       |       |       |

Национальный состав
По итогам переписи населения 2010 года проживали следующие национальности (национальности менее 1 %, см. в сноске к строке «Другие»):
| Национальность | Численность | Процент |
| -------------- | ----------- | ------- |
| Русские        | 1719        | 86,56   |
| Белорусы       | 81          | 4,08    |
| Даргинцы       | 77          | 3,88    |
| Молдаване      | 20          | 1,01    |
| Другие         | 89          | 4,48    |
| Итого          | 1986        | 100,00  |

## Органы власти
- Совет муниципального образования села Киевка, состоит из 10 депутатов, избираемых на муниципальных выборах по одномандатным избирательным округам. Глава поселения — Надежда Анатольевна Михайлюк (c 13 марта 2011 г.)
- Администрация сельского поселения села Киевка

## Инфраструктура
- Дом культуры
- Сбербанк, Доп. офис № 5241/010
- В западной части села расположено общественное открытое кладбище площадью 48700 м²[42]

## Образование
- Детский сад № 5 «Тополёк»
- Средняя общеобразовательная школа № 4. Открыта 1 октября 1936 года[43]

## Экономика
- Колхоз-племзавод имени Ленина[44]

## Люди, связанные с селом
- Чесняк Виктор Иванович (1927—2002). С 1960 по 1997 год — председатель колхоза-племзавода им. Ленина. Лауреат премии Совета Министров СССР. Награждён Орденом Ленина, Орденами Октябрьской Революции, Знаком Почёта[45], Почётный гражданин Апанасенковья (посмертно).
- Выродов Николай Петрович (р. 1945, село Киевка) — овцевод-селекционер, Лучший животновод Ставрополья, кавалер ордена Трудового Красного Знамени[46][47]
- Долот, Андрей Фомич (1898—1977) — Герой Социалистического Труда.
- Павел Кашуба (1913, село Киевка — 1944) — капитан авиации РККА, лётчик, участник Великой Отечественной войны 1941—45 годов, Герой Советского Союза.
- Мороз, Василий Андреевич (р. 1937) — главный зоотехник колхоза-племзавода им. Ленина (1961—1987), Герой Социалистического Труда.

## Памятники
- Памятник воинам, погибшим в годы Великой Отечественной войны. Установлен в 1961 году[48]

## Природа
- Государственный природный заказник краевого значения «Маныч-Гудило». Образован в декабре 2010 года[49]